# Ernest Kahane
Pour les articles homonymes, voir Kahane.
Ernest Kahane est un biochimiste français né le 1er octobre 1903 à Piatra Neamț (Roumanie) et mort le 19 novembre 1996 à Paris,.

## Biographie
Ernest Kahane est le fils d'Albert Kahane (1872-1962) et Pepi Struhl (1880-1949), qui ont émigré de Roumanie en France en 1900.
Professeur à l’université de Montpellier, directeur du laboratoire de microanalyse organique du CNRS entre 1945 et 1954, il est aussi connu comme membre du parti communiste et secrétaire général de l'Union rationaliste de 1968 à 1970.
Militant antifasciste, résistant, communiste à la fin de 1943, il est avec Louis Barrabé, après la Seconde Guerre mondiale, le principal responsable du
Syndicat national de l'enseignement supérieur et de la recherche. 
Collaborateur de La Pensée, il fut également secrétaire puis président de l'Union rationaliste, président du Cercle parisien de la Ligue française de l'enseignement et président du cercle Ernest Renan. Il a publié plusieurs livres et de nombreux articles. 
Il a épousé en 1924 la chimiste Marcelle Wurtz, avec laquelle il a eu trois fils: le mathématicien Jean-Pierre Kahane, le physicien André Kahane et le cinéaste Roger Kahane.

## Œuvres
- L'Action de l'acide perchlorique sur les matières organiques et ses applications analytiques, Hermann, Paris, 1934.
- Biochimie de la choline et de ses dérivés, avec Jeanne Lévy, Hermann, Paris, 1938.
- Pasteur, Éditions sociales, 1957
- Pierre Teilhard de Chardin, Éditions rationalistes, 1960
- Claude Bernard, Éditions sociales, 1961
- La vie n'existe pas!, Éditions rationalistes, 1962
- Dictionnaire rationaliste, Éditions rationalistes, 1964
- Les Détectives de la science, avec Jean Salvinien, Éditions rationalistes, 1968
- Lavoisier, Éditions sociales, 1974
- Parmentier, éditions S. Blanchard, 1978
- Boussingault entre Lavoisier et Pasteur, Jonas éditeur, 1988